# 烏尊哈桑
烏尊哈桑（1423年－1478年1月6日）（英語：Uzun Hasan）一译乌宗哈桑，是白羊王朝的第九任統治者（1453年－1478年）。白羊王朝實際創建人卡拉·奥斯曼的曾孫。
烏尊哈桑出生於迪亞巴克爾，他信奉遜尼派，通曉《古蘭經》，熟悉突厥語、波斯語和阿拉伯語。烏尊哈桑曾娶特拉比松帝國皇帝約翰四世·梅加斯·科穆寧之女狄奧多拉·梅加斯·科穆寧娜為妻。

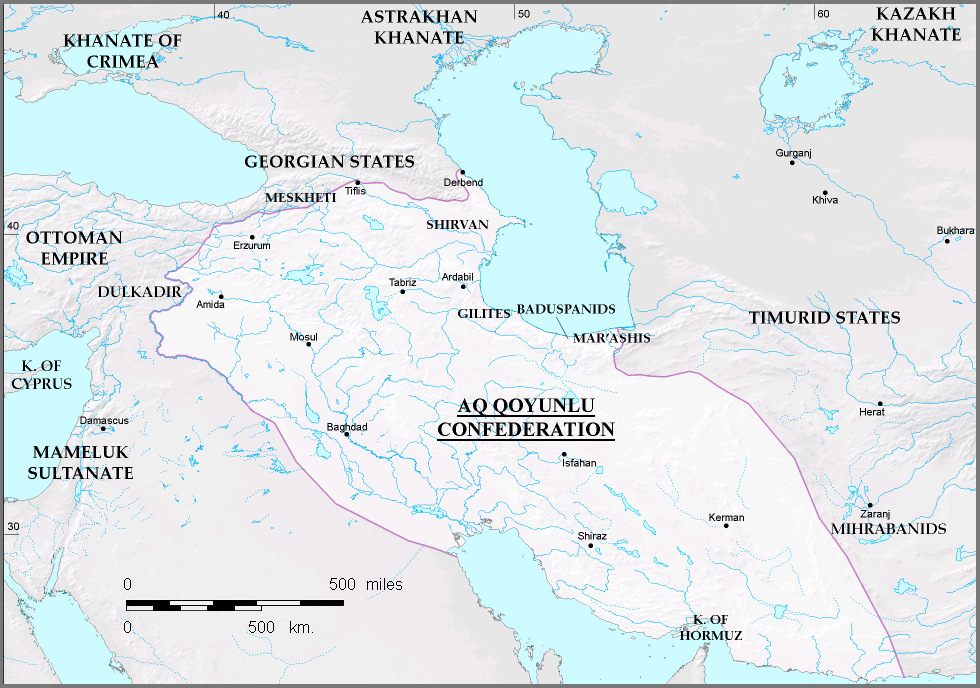
在烏尊哈桑於1478年去世時白羊王朝的彊域圖

1453年，烏尊哈桑繼承為白羊王朝統治者，在他領導下，白羊王朝開始強大。1467年10月30日（或11月11日），烏尊哈桑帶領白羊土庫曼軍隊在賓格爾省附近擊敗黑羊王朝的統治者贾汗·沙，並於翌年將黑羊王朝滅亡。1468年，他又擊敗帖木兒帝國的卜撒因，並佔據亞美尼亞、阿塞拜疆、伊拉克北部和伊朗中西部，把國土伸展至巴格達以及波斯灣沿岸，並進一步將疆域伸展至伊朗甚至到達呼羅珊地區，亦因此遷都大不里士。。
在西面的戰線，烏尊哈桑與特拉比松帝國及威尼斯共和國結盟以對抗鄂圖曼帝國的穆罕默德二世。但是於1461年，烏尊哈桑未能阻穆罕默德二世滅亡與他有姻親關係的特拉比松帝國。更於1473年，烏尊哈桑在泰爾詹戰役中以輕騎兵為主的傳統土庫曼軍隊在僅僅一天時間內就被鄂圖曼帝國軍隊以火槍和加農炮摧毀。
1478年，烏尊哈桑去世，其子哈里勒繼位為蘇丹。烏尊哈桑死後，繼承人在爭權內訌，終於在19年後的1497年在傳位五任蘇丹後國家分裂為二，再被薩法維王朝的創建者伊斯瑪儀一世於1501年在阿塞拜疆起兵打敗他們，1502年並攻克白羊王朝首都大不里士，定都於此地。1508年，伊斯瑪儀一世將白羊王朝覆滅，為薩法維王朝所取代。